# 滋賀県道504号小島野洲線
滋賀県道504号小島野洲線（しがけんどう504ごう こじまやすせん）は、滋賀県守山市から野洲市に至る一般県道である。

## 概要
守山市下之郷1丁目から野洲市三上に至る。
旧道側は、野洲川に橋がないので、寸断状態であるが、滋賀県道2号大津能登川長浜線の旧道が小島野洲線のバイパスとなったため、野洲川橋で川を渡ることとなる。

### 路線データ
- 起点：守山市下之郷1丁目（滋賀県道2号大津能登川長浜線交点）
- 終点：野洲市三上（御上神社前交差点、国道8号交点、滋賀県道27号野洲甲西線起点）
- 総延長：4.8 km

## 路線状況

### バイパス
- 守山市播磨田町 - 野洲市野洲・大畑交差点（滋賀県道2号大津能登川長浜線の旧道区間）

### 道路施設

#### 橋梁
- 野洲川橋（野洲川、野洲市）

## 地理

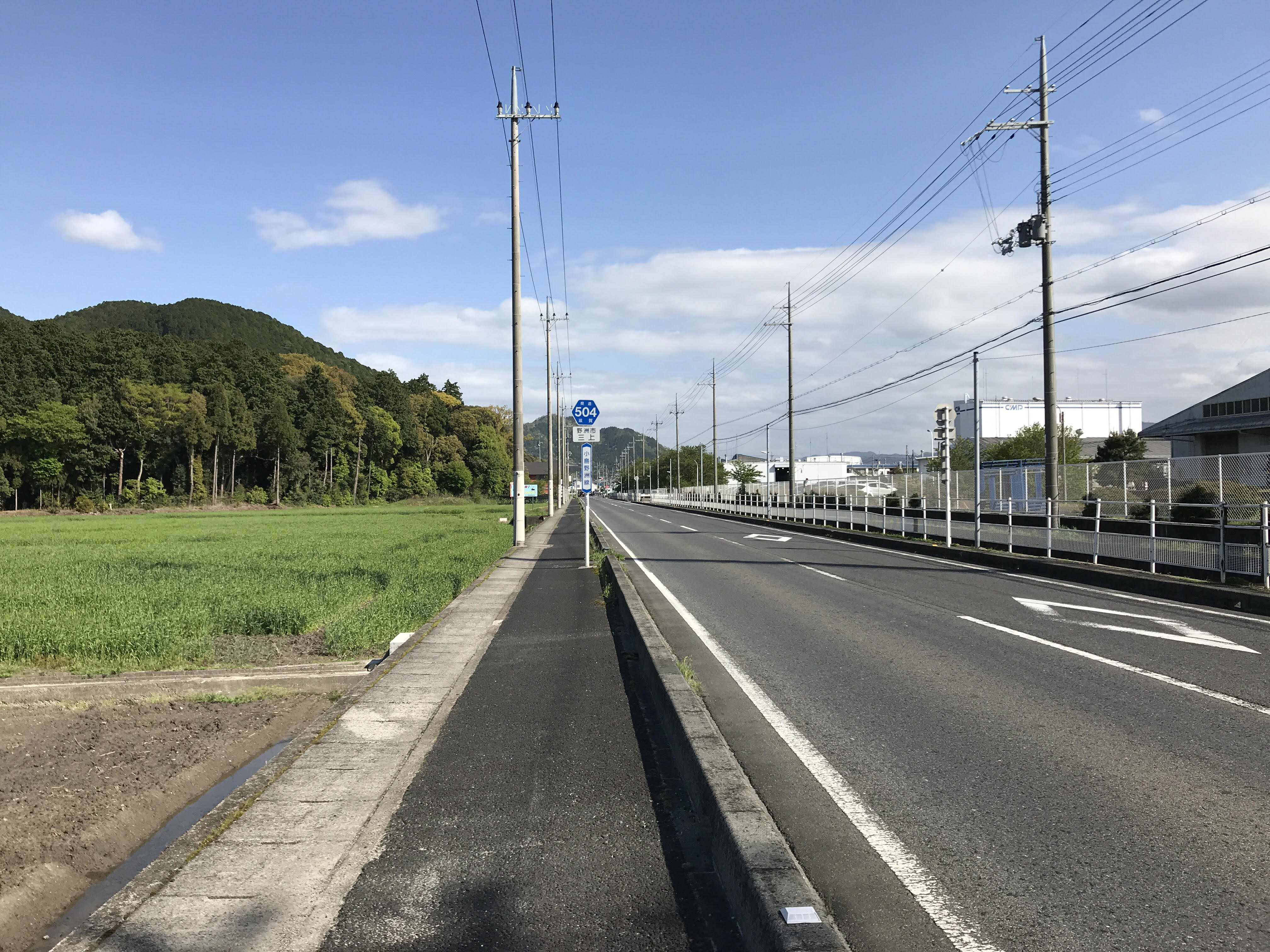
野洲市三上
2022年10月撮影

### 通過する自治体
- 滋賀県
  - 守山市 - 野洲市

### 交差する道路
| 交差する道路                                                           | 市町村名 | 交差する場所 | 交差する場所            |
| ---------------------------------------------------------------------- | -------- | ------------ | ----------------------- |
| 滋賀県道2号大津能登川長浜線                                            | 守山市   | 下之郷1丁目  | 起点                    |
| 滋賀県道11号守山栗東線 / レインボーロード 滋賀県道151号守山中主線 重複 | 野洲市   | 野洲         | 八代南交差点            |
| 国道8号 滋賀県道27号野洲甲西線                                         | 野洲市   | 三上         | 御上神社前交差点 / 終点 |

### 交差する鉄道
- 東海道本線
- 東海道新幹線

### 沿線
- 旭化成守山支社
- 安楽寺
- 西友野洲店
- 野洲市立野洲第一保育園
- 行事神社
- 滋賀県立野洲高等学校
- 野洲自動車教習所
- アル・プラザ守山
- 長府製作所滋賀工場
- 三共野洲工場農業化学研究所
- 目黒化工滋賀工場
- 御上神社
- 中国塗料滋賀工場